# Zoran Malkoč
Zoran Malkoč (Nova Gradiška, 1967) és narrador, esportista (judoka), soldat i antiquari croat. Va estudiar a la Facultat de Filosofia i Lletres de Zagreb. Les seves narracions, editades en revistes croates i internacionals, han rebut diversos premis. Ha publicat el llibre de contes Cementeri dels reis menors (Profil, 2010) i les novel·les Kao kad progutaš brdo balona (Com quan engoleixes un munt de globus) (VBZ, 2004) i Roki Raketa (Profil, 2014), amb què ha guanyat el premi de novel·la del diari digital T-Portal.